# Knud Thestrup
Knud Thestrup, né le 27 août 1900 à Præstø (Danemark) et mort le 12 juin 1980 à Copenhague, est un homme politique danois membre du Parti populaire conservateur (KF), ancien ministre et ancien député au Parlement (le Folketing).

## Biographie
Actif dans la résistance contre l'occupant allemand pendant la Seconde Guerre mondiale, il est arrêté par la Gestapo en 1944, emprisonné à Aarhus puis à Frøslevlejren.